# Mahakali
Māhākālī (माहाकाली in lingua nepalese, occidentalizzato in Mahakali) è la più occidentale delle ex zone amministrative del Nepal. Prende il nome dall'omonimo fiume, che segna il confine occidentale tra Nepal e India. Come tutte le zone è stata soppressa nel 2015.
Faceva parte della Regione di Sviluppo dell'Estremo Occidente, copre un'area di 6205 km² e la sua città principale è Amaragadhi.

## Geografia antropica

### Suddivisioni amministrative
La Zona di Mahakali si suddivide in 4 distretti:
| Distretti               | Capitali      |
| ----------------------- | ------------- |
| Distretto di Baitadi    | Baitadi       |
| Distretto di Dadeldhura | Dadeldhura    |
| Distretto di Darchula   | Darchula      |
| Kanchanpur              | Mahendranagar |

## Curiosità
- Nella parte più settentrionale della Zona l'area di Kalapani è oggetto di una disputa di confine con l'India.